# Hilvarenbeek
Hilvarenbeek ( udtale ?) er en kommune og en by i den sydlige provins Noord-Brabant i Nederlandene. 
- Wikimedia Commons har flere filer relateret til Hilvarenbeek

51°29′10″N 5°08′13″Ø / 51.486°N 5.137°Ø